# (2945) Zanstra
(2945) Zanstra (1935 ST1) – planetoida z grupy pasa głównego asteroid okrążająca Słońce w ciągu 4,36 lat w średniej odległości 2,67 j.a. Odkryta 28 września 1935 roku.